# Saxifraga tatsienluensis
Saxifraga tatsienluensis är en stenbräckeväxtart som beskrevs av Adolf Engler. Saxifraga tatsienluensis ingår i Bräckesläktet som ingår i familjen stenbräckeväxter. Inga underarter finns listade i Catalogue of Life.